# Jon Garaño
Jon Garaño (Ergobia, barri d'Astigarraga, 18 de novembre de 1974) és un director de cinema, guionista i productor basc.

## Biografia
Va estudiar Periodisme i Publicitat a la Universitat del País Basc i Cinema a l'Aula de Cinema Sarobe d'Urnieta. Va dirigir diversos curtmetratges en vídeo i també va exercir diferents funcions en diverses produccions. El 2001 va fundar, juntament amb altres companys, la productora Moriarti, en què ha treballat com a director i guionista en nombrosos projectes audiovisuals.

## Filmografia
- Marco, la verdad inventada, 2024
- La trinxera infinita, 2019.[2]

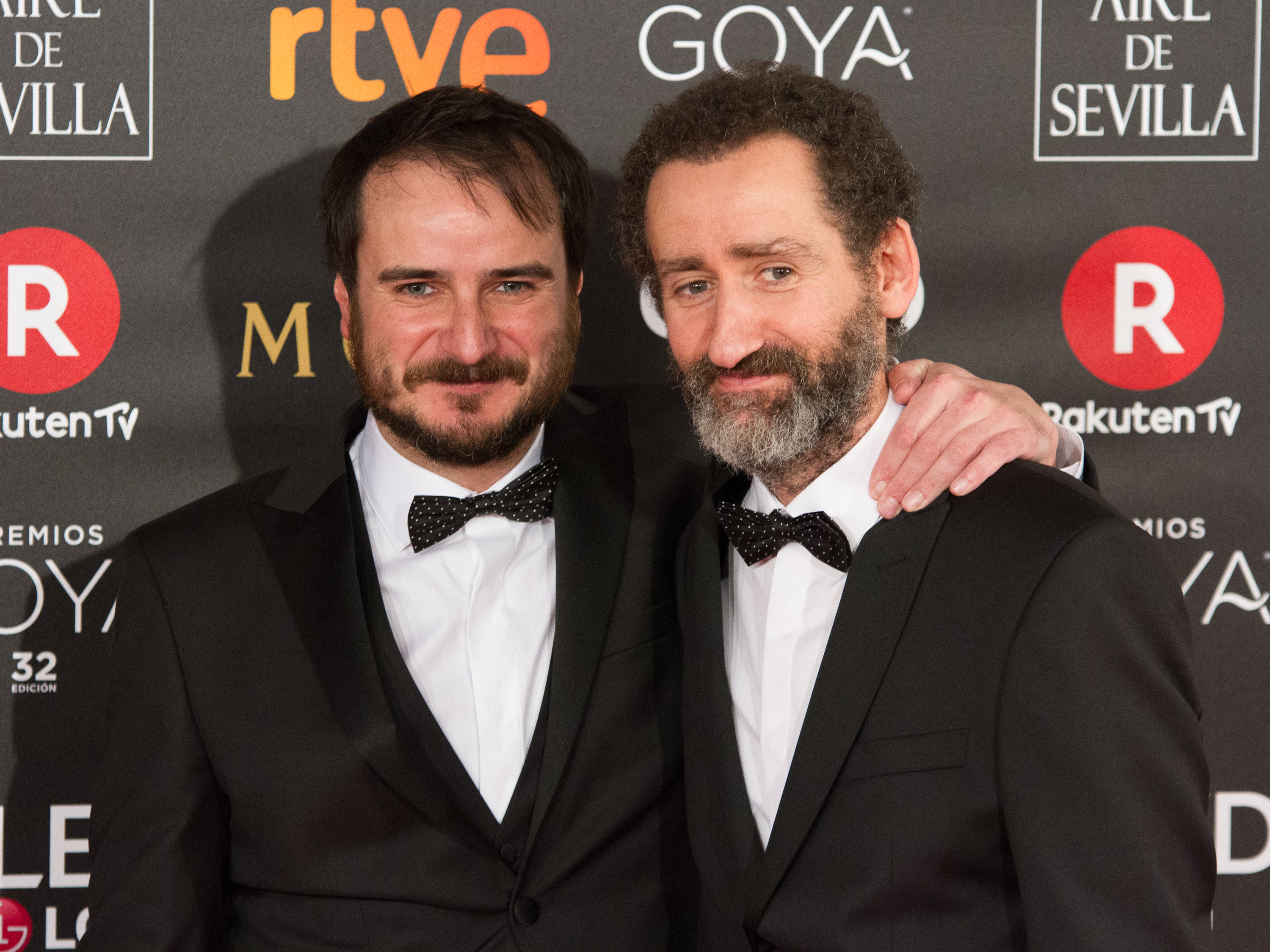
Jon Garaño al costat d'Aitor Arregi als Premis Goya 2018

- Handia, 2017. Pel·lícula guanyadora de deu guardons als Premis Goya de 2018.[3]
- Renovable (curt), 2016
- Loreak, 2014
- Urrezko Eraztuna (curt), 2011
- El método Julio (documental curt), 2010
- 80 egunean ("En 80 dies"), 2010
- Perurena, 2010
- Asämara (documental curt), 2009
- On the Line, 2008
- FGM (documental curt), 2008
- Miramar Street (curt), 2006
- Tex Norton (curt), 2006
- Sahara Marathon (documental), 2004
- Despedida (curt), 2001